# Richard Estigarribia
Richard Estigarribia (sinh ngày 15 tháng 8 năm 1982) là một cầu thủ bóng đá người Paraguay.

## Sự nghiệp câu lạc bộ
Richard Estigarribia đã từng chơi cho Kyoto Purple Sanga.